# Софія Кароліна Бранденбург-Кульмбаська
Софія Кароліна Бранденбург-Кульмбаська (нім. Sophie Karoline von Brandenburg-Kulmbach, 31 березня 1705 або 1707 — 7 червня 1764) — німецька принцеса з династії Гогенцоллернів, донька принца Крістіана Генріха Бранденбург-Кульмбаського та графині Софії Крістіани фон Вольфштайн, дружина князя Східної Фризії Георга Альбрехта.
На її честь названий шлюз та рибальське селище Каролінензіль (нім. Carolinensiel), засноване у 1729—1730 роках. Наразі є частиною міста Віттмунд в Німеччині.
Від 1740 року постійно мешкала в Данії.

## Біографія

### Ранні роки
Народилась 31 березня 1705 або 1707 року у Веферлінґені. Була тринадцятою дитиною та сьомою донькою в родині принца Крістіана Генріха Бранденбург-Кульмбаського та його дружини Софії Крістіани фон Вольфштайн. Мала старших братів Георга Фрідріха, Альбрехта Вольфганга та Фрідріха Ернста й сестер Доротею Шарлотту та Софію Магдалену. Інші діти померли в ранньому віці до її народження. Її молодший брат Фрідріх Крістіан з'явився на світ у липні 1708 року вже після смерті батька.
Матір більше не одружувалася, виховувала дітей у релігійному дусі пієтистських традицій. Найстарший брат тривалий час займався розірванням Шонберзького договору, намагаючись відновити права родини на династичний спадок Гогенцоллернів. Зрештою, йому це вдалося у 1722 році. Сестра Софія Магдалена від 1721 року була дружиною кронпринца Данії Крістіана.

### Княгиня Східної Фризії

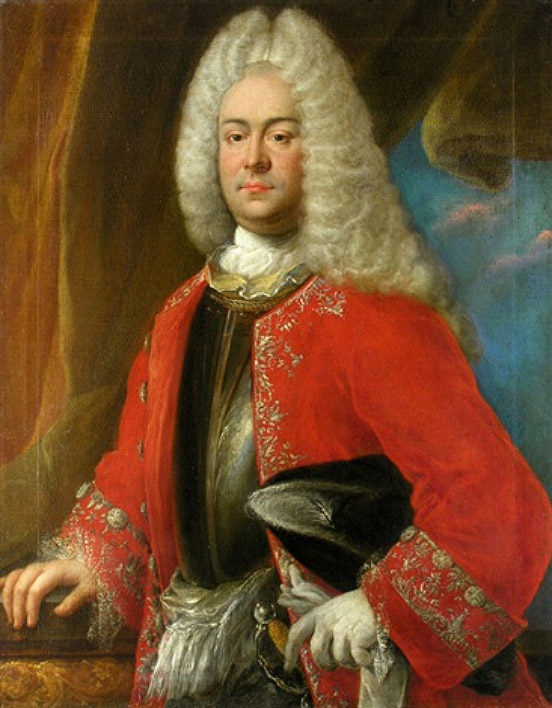
Портрет Георга Альбрехта пензля Й. К. Ейкхлера, 1714

У 18-річному віці Софія Кароліна взяла шлюб із 33-річним князем Східної Фризії Георгом Альбрехтом. Весілля відбулося 8 грудня 1723 року в замку Преч, який належав двоюрідній тітці нареченого Крістіані Ебергардіні. Георг Альбрехт був удівцем і мав малолітнього сина від першого шлюбу. Спільних дітей у подружжя не народилося. Основною резиденцією пари був Аурихський замок, із заходу та сходу оточений княжими садами. Східний з них носив назву Кароліненбург на честь Софії Кароліни.
Георг Альбрехт був кваліфікованим правителем, який отримав добру освіту. Його зовнішня поведінка передбачала владність та активну участь у державних справах, проте часті хвороби значно заважали йому. Листування князя постійно оберталося навколо симптомів хвороб та їх лікування. З часом його фізичний стан погіршувався. Софію Кароліну описували як скромно обдаровану жінку, яку шанували за побожність і добрий характер. Княгиня писала вірші релігійного змісту. 
У 1732 році чоловік подарував їй ферму Fürstinnen-Grashaus у польдері Кароліненгроден, від якої вона отримувала дохід до самої смерті. Більша частина будівель маєтку збереглася до нашого часу.
Наприкінці життя Георг Альбрехт підпав під вплив польської фрейліни своєї дружини, Марії Єлизавети фон Лукомські. Втім, на смертному одрі він стверджував, що «згрішив лише очима» і благав сім'ю та слуг про прощення. Пішов з життя князь 12 червня 1734 року. Незадовго перед цим, ймовірно Софія Кароліна, організувала весілля пасинка зі своєю небогою Софією Вільгельміною.

### Життя в Данії
Після смерті чоловіка мала фінансові труднощі і радо погодилась на запрошення зятя Крістіана VI переїхати до Данії. По приїзді оселилася у Фреденсборзі. Йоахім Крістоф фон дер Люе був призначений її гофмейстером. Пізніше ненадовго повернулася до Східної Фризії, де мешкала у своїй удовиній резиденції — Берумському замку, але вже у 1740 році від'їхала до Данії на постійне місце проживання.
Після смерті її бездітного пасинка Карла Ецдарда наприкінці травня 1744 року, Східна Фризія була анексована королівством Пруссія.

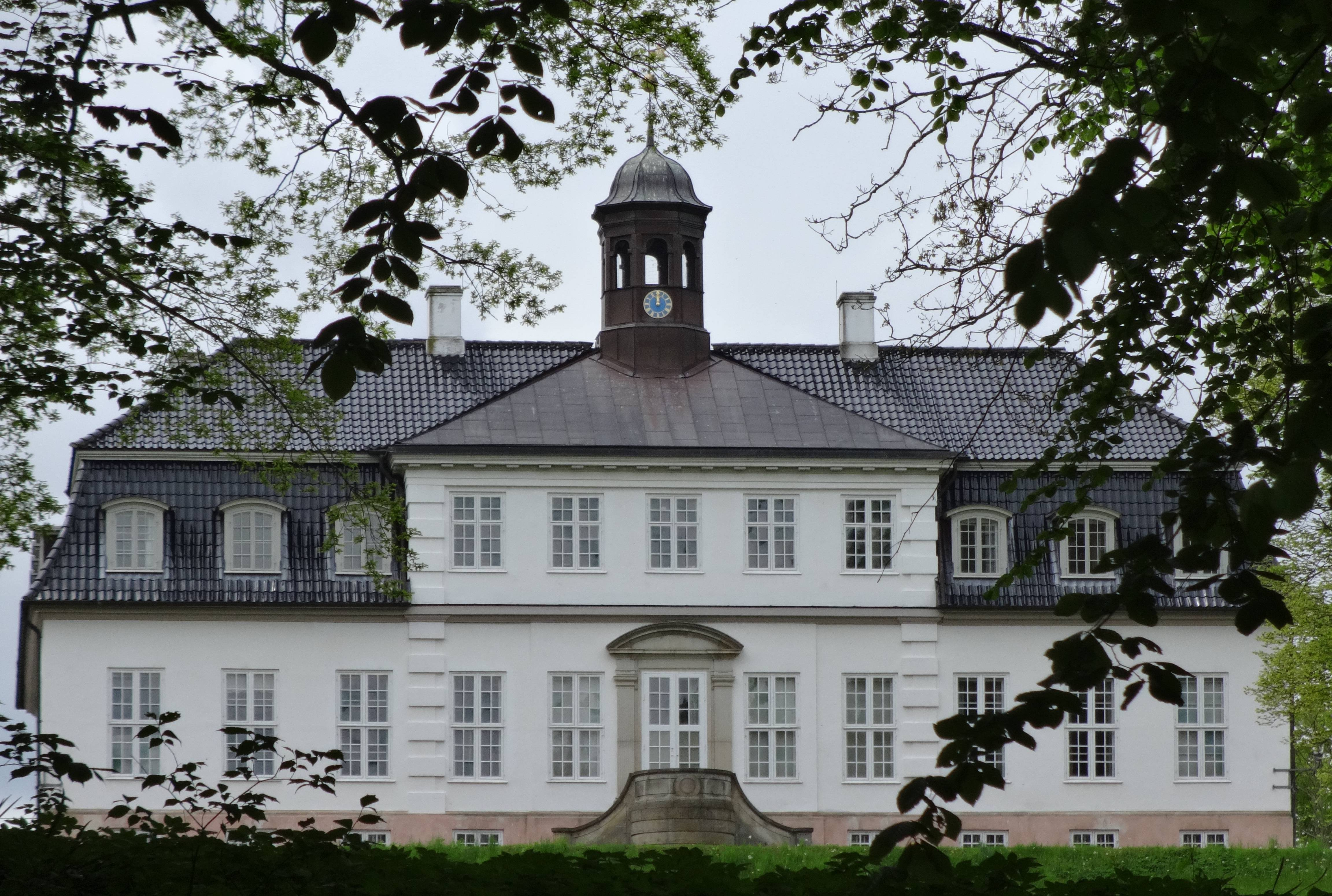
Замок Сорґенфрі

Король Крістіан VI був дуже уважним до своячениці, що породило безліч чуток і викликало ревнощі королеви. Втім, інтерес монарха до персони Софії Кароліни був пов'язаний із сильним бажанням успадкувати хоча б частину князівства Східна Фризія. Йоган Гартвіг Ернст фон Бернсторф вів переговори з урядом Ганноверу щодо цього питання. Досить тривалі, вони, однак, виявилися безрезультатними.
Після смерті Крістіана VI, королем Данії та Норвегії став небіж Софії Кароліни, Фредерік. Із вцарюванням він передав у володіння тітці свою літню резиденцію Сорґенфрі неподалік Копенгагену. За розпорядженням Софії Кароліни, старий фахверковий замок знесли, і на його місці у 1756—1757 роках був збудований новий у стилі рококо за проектом архітектора Лауріца де Тури. Будівля була оточена садом у французькому стилі. Вела княгиня досить усамітнене життя. Сучасники характеризували її як люб'язну та чарівну особистість.
Померла у замку Сорґенфрі 7 червня 1764 року. Фрідріх Великий після її смерті наказав зруйнувати Берумський замок. Головна будівля була знесена того ж року, а меблі — розпродані. Замок Сорґенфрі відійшов внучатому племіннику княгині, Фредеріку.
У 1767 році в Копенгагені з'явилась жінка з іменем Анна Софія Магдалена Фредеріка Ульріка, яка стверджувала, що є донькою Софії Кароліни та короля Крістіана VI. У 1769 році було створено спеціальну комісію для розслідування цієї справи. За її рішенням,  жінка була засуджена до довічного ув'язнення у в'язниці Монс. Разом з тим, умови її утримання були дуже добрими: вона мала власну кімнату, максимальну свободу, відсутність роботи та грошову підтримку. Обов'язковим звертанням до неї було не «ув'язнена», а «міс». Її прохання про звільнення 1783 року було відхилене, і Анна Софія Магдалена Фредеріка Ульріка залишалась у в'язниці до самої смерті у 1804 році.